# Stettbach (Modau)
Der Stettbach ist ein rechter Zufluss der Modau, der am Ostrand von Trautheim im hessischen Landkreis Darmstadt-Dieburg fließt.

## Geographie und Verlauf
Der Stettbach ist ein Bach des Vorderen Odenwalds im Naturpark Bergstraße-Odenwald. Seine Quelle liegt in einem Wiesengebiet am Nordwestrand des ehemaligen Steinbruchs von Nieder-Ramstadt. Er fließt durch das „Stettbachtal“ in südliche Richtung.
Der Bach unterquert die „Dornwegshöhstraße“, den „Kohlbergweg“, ein Gewerbegebiet und die „Rheinstraße“.
Der Stettbach mündet an der Bruchmühle von rechts und Norden in die Modau.